# چهارشنبه خاکستر

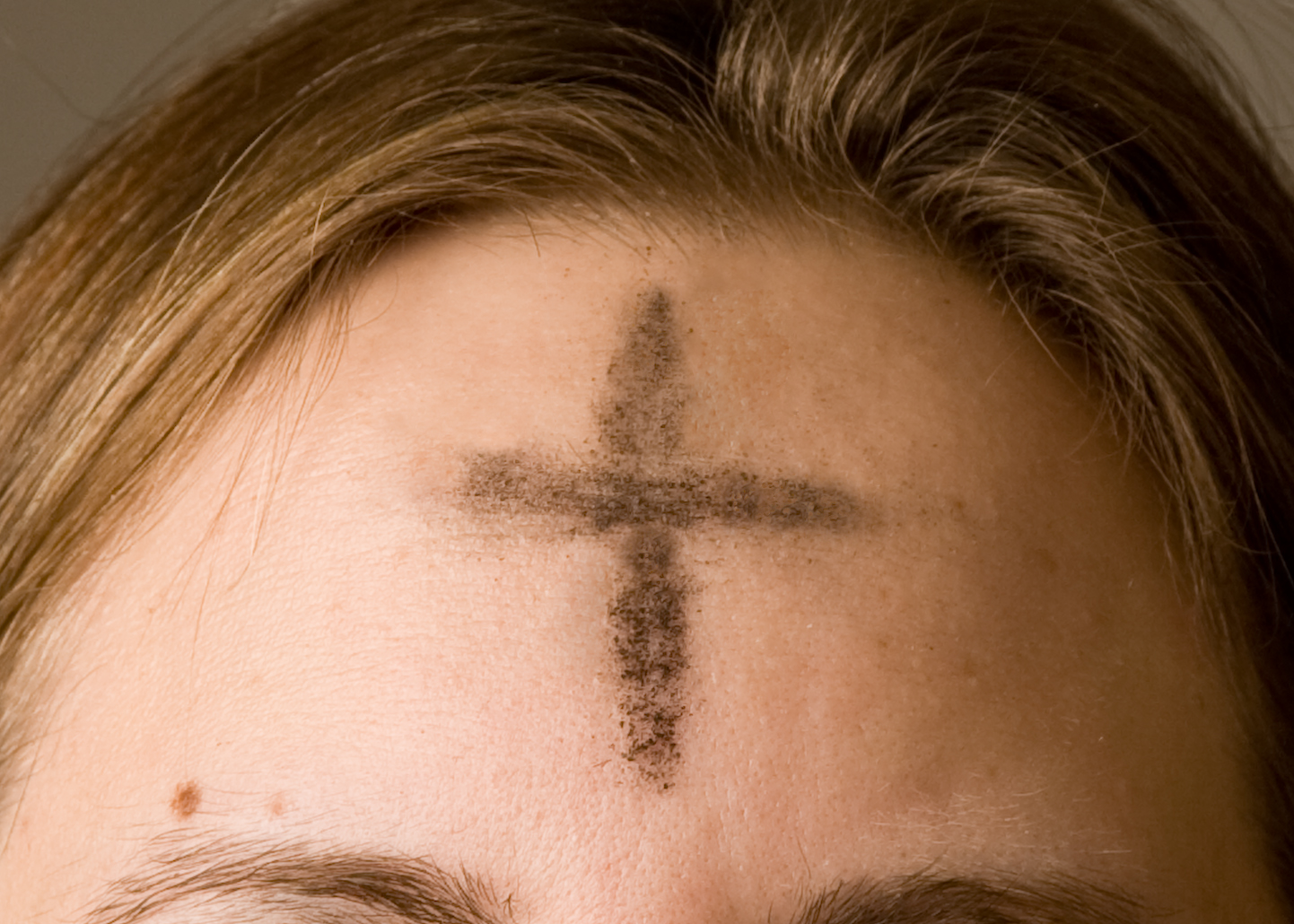
خاکستر بر پیشانی به مناسبت چهارشنبه خاکستر

چهارشنبه خاکستر یا چهارشنبه توبه اولین روز چلهٔ روزه (۴۰ روز روزه‌داری مسیحیان کاتولیک) در تقویم مسیحیت غربی است که ۴۶ روز قبل از عید پاک رخ می‌دهد. از آن جایی که به عید پاک وابسته است، هر سال در تاریخ متفاوتی رخ می‌دهد و مردم در آن روزه می‌گیرند.
نام این روز از رسم گذاشتن خاکستر بر پیشانی مؤمنان به نشانهٔ سوگواری و توبه در پیشگاه خداوند گرفته شده است. معمولاً خاکسترها از سوخته‌های یک‌شنبه نخل سال پیش جمع‌آوری می‌شوند.
این روز فردای سه‌شنبه اعتراف است.